# Seggerde
Seggerde là một đô thị ở huyện Börde thuộc bang Sachsen-Anhalt, nước Đức. Đô thị Seggerde có diện tích 10,36 km², dân số thời điểm ngày 31 tháng 12 năm 2006 là 102 người.